# Ordre de bataille lors de la bataille de Midway

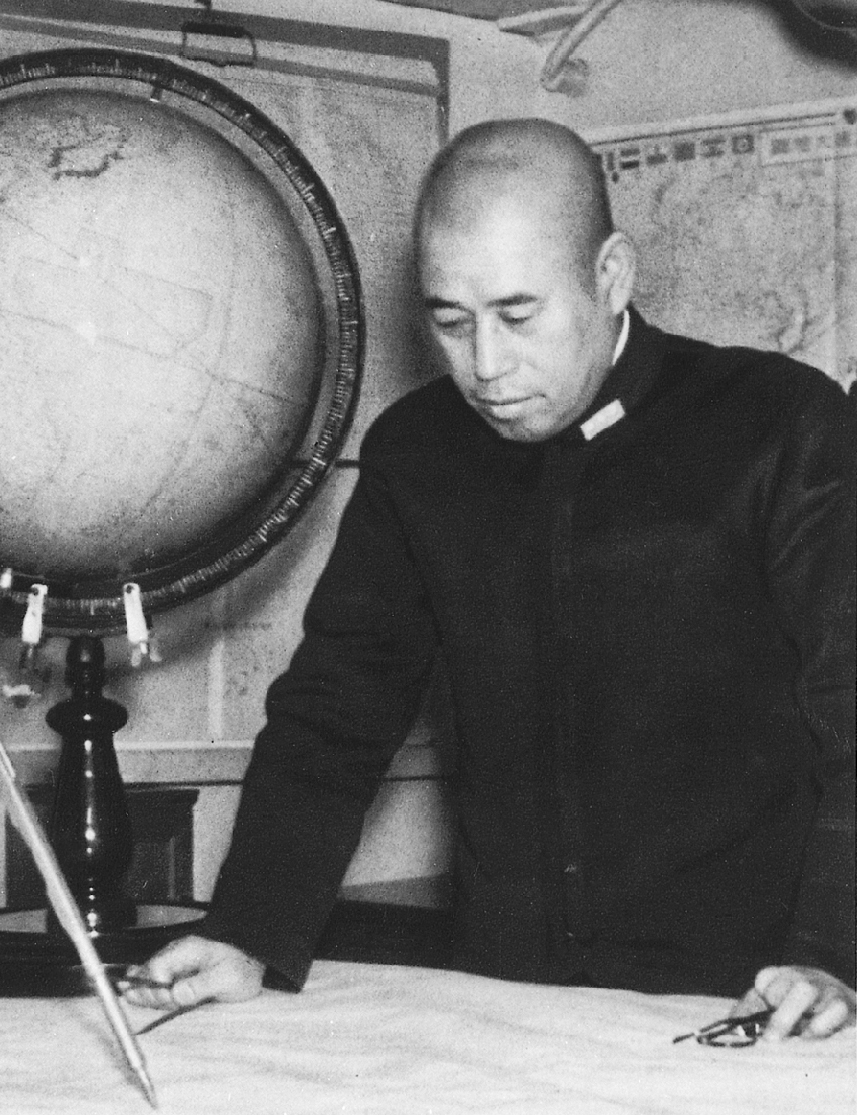
Amiral Isoroku Yamamoto, marine impériale japonaise. Photo d'une réunion de planification à bord du cuirassé Nagato en 1940, alors qu'il était commandant en chef de la flotte combinée. Il s'agit d'un extrait d'une image plus grande qui montre d'autres membres du personnel lors de la réunion, dont l'un tient les grands séparateurs que l'on voit partiellement ici.

Ce qui suit est l'ordre de bataille des forces en présence des États-Unis et de l'empire du Japon lors de la bataille de Midway le 5 juin 1942.

## Forces aéronavales japonaises

### Corps principal -1reFlotte: Amiral Isoroku Yamamoto
1re division de cuirassés : amiral Isoroku Yamamoto
- 3 cuirassés : Yamato (navire amiral), Nagato, Mutsu

Division de soutien aérien :
- 1 porte-avions léger : Hōshō
- 1 destroyer : Yūkaze

3e escadre de destroyers : contre-amiral Shintaro Hashimoto
- 1 croiseur léger : Sendai (navire amiral)
- 19e division de destroyers : 4 destroyers : Isonami, Uranami, Shikinami, Ayanami
- 20e division de destroyers : 4 destroyers : Amagiri, Asagiri, Yugiri, Shirakumo
- 2 porte-hydravions : Chiyoda, Nisshin

### Escadre des porte-avions -1reflotteaérienne: vice-amiral Chuichi Nagumo
1re division de porte-avions  : vice-amiral Chuichi Nagumo
- 2 porte-avions : Akagi (navire amiral), Kaga

2e division de porte-avions  : contre-amiral Tamon Yamaguchi
- 2 porte-avions : Hiryu (navire amiral), Sōryū

8e division de croiseurs : contre-amiral Hiroaki Abe
- 2 croiseurs lourds : Tone (navire amiral), Chikuma
- 3e division de cuirassés (2e section) : 2 cuirassés : Haruna, Kirishima

3e escadre de destroyers : contre-amiral Susumu Kimura (en)
- 1 croiseur léger : Nagara (navire amiral)
- 10e division de destroyers : 4 destroyers : Kazagumo, Yugumo, Makigumo, Akigumo
- 11e division de destroyers : 4 destroyers : Isokaze, Urakaze, Hamakaze, Tanikaze
- Division de ravitaillement : 5 pétroliers

### Escadre de couverture de Midway -2eFlotte: vice-amiral Nobutake Kondo
3e division de cuirassés (1er section) : contre-amiral Gunichi Mikawa
- 2 cuirassés : Kongo (navire amiral), Hiei

Division de soutien aérien :
- 1 porte-avions léger : Zuihō
- 1 destroyer : Mikazuki

4e division de croiseurs : vice-amiral Nobutake Kondo
- 2 croiseurs lourds : Atago (navire amiral), Chokai

5e division de croiseurs : vice-amiral Takeo Takagi
- 2 croiseurs lourds : Myōkō (navire amiral), Haguro

4e escadre de destroyers :
- 1 croiseur léger : Yura (navire amiral)
- 2e division de destroyers : 4 destroyers : Murasame, Harusame, Yudachi, Samidare
- 9e division de destroyers : 3 destroyers : Asagumo, Minegumo, Natsugumo
- Division de soutien logistique : plusieurs bâtiments auxiliaires

### Groupe de transport: contre-amiral Takeo Kurita
7e division de croiseurs : contre-amiral Takeo Kurita
- 4 croiseurs lourds : Kumano (navire amiral), Suzuya, Mikuma, Mogami
- 8e division de destroyers (détachement) : 2 destroyers : Asashio, Arashio
- Division de ravitaillement : 1 pétrolier

Groupe de transports : contre-amiral Raizo Tanaka
- 1 croiseur léger : Jintsū (navire amiral)
- Flottille de destroyers : 10 destroyers : Kuroshio, Oyashio, Hatsukaze, Yukikaze, Amatsukaze, Tokitsukaze, Kasumi, Arare, Kagero, Shiranuhi
- Division de transports : 13 bâtiments (transportent 3 000 soldats de l'armée et 2 000 de la marine, plus 800 techniciens de la marine)
- Division de ravitaillement : 1 pétrolier
- Division de soutien : 4 patrouilleurs rapides

Division de soutien aérien : contre-amiral Ruitaro Fujita
- 2 porte-hydravions : Chitose, Kamikawa Maru
- 1 destroyers : Kayashio
- 1 patrouilleur

Groupe de dragueurs : 4 dragueurs de mines, 3 chasseurs de sous-marins, 1 ravitailleur, 2 cargos

### Groupe de soutien du Pacifique Nord: vice-amiral Shiro Takasu
2e division de cuirassés : vice-amiral Shiro Takasu
- 4 cuirassés : Ise (navire amiral), Hyuga, Fuso, Yamashiro

9e division de croiseurs : contre-amiral Fukuji Kishi
- 2 croiseurs légers : Kitakami, Ōi
- 3e escadre de destroyers (détachement) : 12 destroyers : Fubuki, Shirayuki, Hatsuyuki, Murakumo, + 8 autres
- Division de ravitaillement : 4 pétroliers

### Groupe d'attaque des Aléoutiennes: vice-amiral Boshiro Hosogoya
Groupe de soutien : vice-amiral Boshiro Hosogoya
- 1 croiseurs lourds : Nachi (navire amiral)
- 2 destroyers

2e escadre de porte-avions  : contre-amiral Kakuji Kakuta
- 2 porte-avions : Ryūjō (navire amiral), Jun'yō

4e division de croiseurs (2e section) : 2 croiseurs lourds : Maya, Takao
Division d'escorte : 3 destroyers

### Force d'occupation des Aléoutiennes: contre-amiral Santaro Omori
Groupe d'Attu : contre-amiral Sentarō Ōmori
- 1 croiseur léger : Abukuma (navire amiral)
- 4 destroyers
- 1 mouilleur de mines
- 1 transport (transporte 3000 soldats de l'armée)

Groupe de Kiska :
- 2 croiseur léger : Kiso (navire amiral), Tama
- 1 croiseur auxiliaire
- 3 destroyers
- 3 dragueurs de mines
- 2 transports

### Détachement de sous-marins: contre-amiralShigeaki Yamazaki
1re escadre de sous-marins : 6 sous-marins (Barrages C et D)

### Groupe avancé: vice-amiralTeruhisa Komatsu
3e escadre de sous-marins : contre-amiral Chimaki Kono
- 5 sous-marins (Barrages A) dont le I-168
- 1 ravitailleur

5e escadre de sous-marins : contre-amiral Tadashige Daigo
- 5 sous-marins (Barrages B)
- 1 ravitailleur

13e escadre de sous-marins : 3 sous-marins (Barrages A - 2e section)

## Forces aéronavales américaines
- Commandant en chef de la flotte du Pacifique : Amiral Chester W. Nimitz

### Task Force 16: contre-amiral Raymond A. Spruance
Groupe des porte-avions  : contre-amiral Raymond A. Spruance
- 2 porte-avions : Enterprise (CV-6) (navire amiral), Hornet (CV-8)
  - AGC, 3 Douglas SBD-3 : Lt-Cdr Wade Mc Clusky (Entreprise Air Group Commander)
  - VT-6, 14 Douglas TBD-1 : Lt-Cdr Eugene E. Lindsey
  - VB-6, 15 Douglas SBD-3 : Ens-1 Richard H. Best
  - VS-6, 15 Douglas SBD-3 : Ens-1 Wilner E. Gallaher
  - VF-6, 27 Grumman F4F-4 : Ens-1 Jim Gray

- - AGC, 2 Douglas SBD-3 : Cdr Stanhope C. Ring (Hornet Air Group Commander)
  - VT-8, 14 Douglas TBD-1 : Lt-Cdr John C. Waldron
  - VB-8, 17 Douglas SBD-3 : Lt-Cdr R.R. Johnson
  - VS-8, 15 Douglas SBD-3 : Lt-Cdr Walter F. Rodee
  - VF-8, 27 Grumman F4F-4 : Lt-Cdr Samuel G. Mitchell

Groupe des croiseurs : contre-amiral Thomas C. Kinkaid
- 5 croiseurs lourds :
New Orleans (CA-32)
Minneapolis (CA-36)
Vincennes (CA-44)
Northampton (CA-26)
Pensacola (CA-24)
- 1 croiseur léger :
Atlanta (CL-51)

Groupe des destroyers :
- 1re division de destroyers : 4 destroyers :
Phelps (DD-360), Worden (DD-352), Monaghan (DD-354), Aylwin (DD-355)
- 6e division de destroyers : 5 destroyers :
DD-363 USS Balch (en), DD-371 USS Conyngham (en), DD-796 USS Benham (en), DD-398 USS Ellet (en), DD-401 USS Maury (en)

### Task Force 17: contre-amiral Franck J. Fletcher
Groupe des porte-avions  : contre-amiral Frank J. Fletcher
- 1 porte-avions : Yorktown (CV-5) (navire amiral)
  - AGC, Lt-Cdr Oscar Peterson (Hornet Air Group Commander)
  - VT-3, 12 Douglas TBD-1 : Lt-Cdr Lance E. Massey
  - VB-3, 17 Douglas SBD-3 : Lt-Cdr Max Leslie
  - VS-5, 17 Douglas SBD-3 : Lt Wallace C. Short Junior
  - VF-3, 25 Grumman F4F-4 : Lt-Cdr John S. Thach

Groupe des croiseurs : contre-amiral William W. Smith
- 2 croiseurs lourds :
Astoria (CA-34)
Portland (CA-33)

Groupe des destroyers :
- 2e division de destroyers : 6 destroyers :
Hammann (DD-412), Hughes (DD-410), Morris (DD-417),Anderson (DD-411), Russell (DD-414), Gwin (DD-433)

Groupe de ravitaillement :
- 2 pétroliers
- 2 destroyers :
Dewey (DD-349), Monssen (DD-436)

### Force du Pacifique Nord: contre-amiralRobert A. Theobald
Groupe des croiseurs :
- 2 croiseurs lourds :
Indianapolis (CA-35)
Louisville (CA-28)
- 3 croiseurs légers :
Honolulu (CL-48)
St. Louis (CL-49)
Nashville (CL-43)

Groupe d'escorte : 14 destroyers